# ऱ
Cette page contient des caractères spéciaux ou non latins. S’ils s’affichent mal (▯, ?, etc.), consultez la page d’aide Unicode.
ऱ, appelé ṟa et transcrit ṟ, est une consonne de l’alphasyllabaire devanagari utilisée dans l’écriture du marathi. Elle est formée d’un ra ‹ र › et d’un point souscrit.

## Utilisation
En magar, le ra noukta est utilisé pour transcrire une consonne roulée alvéolaire voisée murmurée /ɹʱ/.

## Représentations informatiques
- précomposé

| formes | représentations | chaînes de caractères | points de code | descriptions                                     |
| ------ | --------------- | --------------------- | -------------- | ------------------------------------------------ |
| pleine | ऱ               | ऱ                     | U+0931         | lettre devanagari rra                            |
| morte  | ऱ्               | ऱ◌्                    | U+0931 U+094D  | lettre devanagari rra, symbole devanagari virama |

- décomposé

| formes | représentations | chaînes de caractères | points de code       | descriptions                                                               |
| ------ | --------------- | --------------------- | -------------------- | -------------------------------------------------------------------------- |
| pleine | ऱ               | ऱ                     | U+0930 U+093C        | lettre devanagari ra, symbole devanagari noukta                            |
| morte  | ऱ्               | ऱ◌्                    | U+0930 U+093C U+094D | lettre devanagari ra, symbole devanagari noukta, symbole devanagari virama |